# Кожочи (Сучава)
Кожочи (рум. Cojoci) насеље је у Румунији у округу Сучава у општини Круча. Oпштина се налази на надморској висини од 730 m.

## Становништво
Према подацима из 2002. године у насељу је живело 263 становника, од којих су сви румунске националности.